# Stazione di Gerona
La stazione di Gerona (in catalano estació de Girona, in spagnolo estación de Gerona) è la principale stazione ferroviaria di Gerona in Catalogna, Spagna.